# Vzpírání na Letních olympijských hrách 2008 – muži do 94 kg
Vzpěrači do 94 kg soutěžili na Letních olympijských hrách 2008 v neděli 17. srpna 2008. V kategorii startovalo celkem 18 závodníků ze 14 zemí; konečný výkon si zapsalo 16 z nich. Kategorie svou vyrovnaností nabídla divákům krásnou podívanou s bojem na pódiu i taktickou bitvou v zákulisí.
V první disciplíně, trhu, přišlo zakolísání hned dvou velkých favoritů. Rus Roman Konstantinov si započítal pouze 175 kg z prvního pokusu a za svými soupeři nabral určitou ztrátu. Za očekáváním zaostal také Azer Nizami Paşayev. Ten sice letos na domácím závodě v květnu zvládl dokonce 189 kg, neoficiální světový rekord, ale v Pekingu nad hlavu dostal pouze 181 kg, navíc až třetím pokusem. V dobré formě se naopak vrátil Kazach Ilja Ilin, který se kvůli zdravotním problémům téměř dva roky nemohl zúčastnit velkých vzpěračských akcí. Na své poměry v olympijské soutěži zvládl dobrých 180 kg. Při druhém pokusu si však poranil levý loket a poslední pokus v trhu vypustil. Na první příčce po trhu figuroval ruský reprezentant Chadžimurat Akkajev, který kvůli nižšímu vstupnímu výkonu musel startovat v odpolední skupině „B“, avšak i přesto mohl být považován za kandidáta na jednu z medailí.
Akkajev v nadhozu zvládl 217 kg a soutěž zakončil velmi dobrým součtem 402 kg. Přesto jeho výkon možná mohl být i lepší, neboť v navyšování váhy mezi pokusy postupoval velmi obezřetně. Skutečnost šesti platných pokusů a patrná mírná rezerva v jeho pokusech, jakož i nemožnost reagovat na výkony svých soupeřů ho možná stály lepší umístění. Zklamáním skončil celkový výkon jeho krajana, úřadujícího mistra světa Romana Konstantinova, jenž byl v konečných výsledcích klasifikován až na 8. místě. Vedoucího Rusa Akkajeva dokázal předstihnout až Kazach Ilin a po něm rovněž Szymon Kołecki z Polska. Ilinovo zranění se nakonec neukázalo být tak závažné pro jeho plnohodnotné pokračování v soutěži. Dokázal si vedení vzít zpět úspěšným pokusem na 226 kg, na který již Polák nedokázal odpovědět. V soutěži posléze zbyl pouze jihoosetínec reprezentující Gruzii Arsen Kasabiev, který se nechtěl spokojit s pouhým útokem na bronzovou či stříbrnou medaili, ale pokoušel se rovnou získat olympijské zlato. Jeho pokus na 231 kg byl však beznadějný a Gruzínec setrval na 4. místě. Za Ilinem a Kołeckim se tedy v konečném pořadí nakonec udržel Akkajev ze skupiny „B“. Napodobil tak Israela Rubia a Andreje Rybakoua, kterým se podařilo z „B“ skupiny vyhrát medaili na předchozích Olympijských hrách v řeckých Aténách.
Výsledky hmotnostní kategorie doznaly značných změn v roce 2016 po reanalýze kontrolních vzorků a následných diskvalifikacích z důvodu porušení antidopingových pravidel. Diskvalifikován byl olympijský vítěz Kazach Ilin (který ve stejné době přišel ze stejného důvodu o vítězství na následujících Olympijských hrách v Londýně), bronzový Rus Akkajev (také dodatečně vyškrtnut z výsledků Her v Londýně z důvodu dalšího provinění) a pátý Azer Paşayev.
Olympijským šampionem se stal Polák Kołecki. Stříbrnou medaili pro Gruzii vybojoval Arsen Kasabiev (v roce 2009 získal polské občanství a dále reprezentoval Polsko), původní čtvrtý. Na bronzovou příčku se ze šestého místa posunul Kubánec Yohandrys Hernández, mistr světa v nadhozu z roku 2007.

## Program
Pozn.: Pekingského času (UTC+8)
| Datum                  | Čas         | Skupina |
| ---------------------- | ----------- | ------- |
| Neděle, 17. srpna 2008 | 15:30–17:30 | B       |
| Neděle, 17. srpna 2008 | 19:00–21:00 | A       |

## Přehled rekordů
Pozn.: Platné před začátkem soutěže
| Druh rekordu              | Disciplína | Držitel             | Výkon  |
| ------------------------- | ---------- | ------------------- | ------ |
| Světové rekordy           | Trh        | Akakios Kakiasvilis | 188 kg |
| Světové rekordy           | Nadhoz     | Szymon Kołecki      | 232 kg |
| Světové rekordy           | Dvojboj    | Akakios Kakiasvilis | 412 kg |
| Olympijské rekordy        | Trh        | Olympijský standard | 187 kg |
| Olympijské rekordy        | Nadhoz     | Olympijský standard | 227 kg |
| Olympijské rekordy        | Dvojboj    | Olympijský standard | 415 kg |
| Světové juniorské rekordy | Trh        | Chadžimurat Akkajev | 185 kg |
| Světové juniorské rekordy | Nadhoz     | Szymon Kołecki      | 232 kg |
| Světové juniorské rekordy | Dvojboj    | Szymon Kołecki      | 412 kg |

## Startovní listina
| Poř.                        | Závodník                          | Stát        | Těl. hm. [kg] |       | Trh [kg] | Trh [kg] | Trh [kg] |       | Nadhoz [kg] | Nadhoz [kg] | Nadhoz [kg] |  | Výsledek [kg] |
| --------------------------- | --------------------------------- | ----------- | ------------- | ----- | -------- | -------- | -------- | ----- | ----------- | ----------- | ----------- |  | ------------- |
| Poř.                        | Závodník                          | Stát        | Těl. hm. [kg] | 1. p. | 2. p.    | 3. p.    | 1. p.    | 2. p. | 3. p.       |             |             |  | Výsledek [kg] |
|                             | Ilja Ilin                         | Kazachstán  | 93,64         |       | 175      | 180      | ---      |       | 223         | 223         | 226         |  | 406           |
| Zlatá olympijská medaile    | Szymon Kołecki                    | Polsko      | 93,73         |       | 174      | 177      | 179      |       | 217         | 224         | 228         |  | 403           |
|                             | Chadžimurat Akkajev               | Rusko       | 92,99         |       | 178      | 182      | 185      |       | 212         | 215         | 217         |  | 402           |
| Stříbrná olympijská medaile | Arsen Kasabiev                    | Gruzie      | 93,69         |       | 172      | 176      | 178      |       | 215         | 223         | 231         |  | 399           |
|                             | Nizami Paşayev                    | Ázerbájdžán | 93,83         |       | 180      | 180      | 181      |       | 215         | 215         | 215         |  | 396           |
| Bronzová olympijská medaile | Yohandrys Hernández               | Kuba        | 92,30         |       | 172      | 172      | 178      |       | 215         | 220         | 220         |  | 393           |
| 4.                          | Asghar Ebrahimi [zápis?]          | Írán        | 92,32         |       | 180      | 184      | 184      |       | 212         | 212         | 217         |  | 392           |
| 5.                          | Roman Konstantinov                | Rusko       | 93,90         |       | 175      | 179      | 179      |       | 212         | 212         | 222         |  | 387           |
| 6.                          | Jürgen Spieß                      | Německo     | 93,74         |       | 170      | 173      | 175      |       | 206         | 211         | 214         |  | 384           |
| 7.                          | José Juan Navarro                 | Španělsko   | 93,09         |       | 165      | 170      | 173      |       | 206         | 210         | 212         |  | 383           |
| 8.                          | Arťom Ivanov                      | Ukrajina    | 93,97         |       | 170      | 175      | 175      |       | 205         | 210         | 214         |  | 380           |
| 9.                          | Vadim Vacarciuc                   | Moldavsko   | 93,69         |       | 168      | 168      | 172      |       | 205         | 205         | 212         |  | 373           |
| 10.                         | Evgheni Bratan                    | Moldavsko   | 93,71         |       | 170      | 175      | 175      |       | 200         | 207         | 207         |  | 370           |
| 11.                         | Konstantinos Gkaripis [zápis?]    | Řecko       | 93,01         |       | 150      | 157      | 160      |       | 190         | 195         | 200         |  | 360           |
| 12.                         | Anastasios Triantafyllou [zápis?] | Řecko       | 93,90         |       | 147      | 155      | 160      |       | 185         | 190         | 196         |  | 351           |
| 13.                         | Ravi Bhollah                      | Mauricius   | 93,03         |       | 125      | 130      | 130      |       | 145         | 150         | 157         |  | 275           |
|                             | Bartłomiej Bonk                   | Polsko      | 93,00         |       | 175      | 180      | 180      |       | 211         | 211         | 212         |  |               |
|                             | Eduardo Guadamud                  | Ekvádor     | 93,71         |       | 165      | 170      | 170      |       | 206         | 206         | 206         |  |               |